# Карцевское сельское поселение
Карцевское сельское поселение — упразднённое муниципальное образование в составе Демидовского района Смоленской области России.
Административный центр — деревня Верхние Моховичи. На территории поселения находились 13 населённых пунктов.
Образовано Законом Смоленской области от 28 декабря 2004 года. Упразднено Законом Смоленской области от 28 мая 2015 года с включением всех входивших в него населённых пунктов в Заборьевское сельское поселение

## Географические данные
- Общая площадь: 107,94 км²
- Расположение:  центральная часть Демидовского района
- Граничит:
  - на севере и северо-востоке — с Заборьевским сельским поселением
  - на юго-востоке и юге — с Демидовским городским поселением
  - на юго-западе — с Титовщинским сельским поселением
  - на западе — с Бородинским сельским поселением
  - на северо-западе — с Закрутским сельским поселением
- Крупные реки: Каспля.
- По территории поселения проходит автомобильная дорога Р133 Смоленск — Невель

## Экономика
Сельхозпредприятия, магазины.

## Населённые пункты
В состав поселения входят следующие населённые пункты:
- Деревня Верхние Моховичи — административный центр
- Бель, деревня
- Вишневка, деревня
- Вятша, деревня
- Добрино, деревня
- Елисеенки, деревня
- Каменка, деревня
- Карцево, деревня
- Ковширы, деревня
- Лобаново, деревня
- Нижние Моховичи, деревня
- Селивоново, деревня
- Шашуты, деревня

Общая численность населения — 574 человека.